# Senat (Wybrzeże Kości Słoniowej)
Senat (fr. Sénat) – izba wyższa parlamentu Wybrzeża Kości Słoniowej powstała na mocy nowej konstytucji z 2016 roku. Pierwsze wybory odbyły się 24 marca 2018 roku. W jej skład wchodzi 99 senatorów wybieranych na 5 lat.
Tryb wyboru senatorów określa konstytucja z 2016 roku. 66 członków izby wybieranych jest w wyborach pośrednich przez kolegium elektorskie, we wszystkich 33 regionach kraju wybiera się dwóch reprezentantów. Pozostałych 33 senatorów wybiera prezydent Republiki Wybrzeża Kości Słoniowej.
Pierwsze wybory odbyły się 24 marca 2018 roku i wygrała je partia byłego prezydenta Félixa Houphouët-Boigny – Rally of Houphouëtists for Democracy and Peace (RHDP), która dostała 50 mandatów. Pozostałe 16 mandatów zdobyli kandydaci niezależni.